# 马维骐
马维骐（1846年—1910年），字介堂，回族，云南临安府阿迷州（今云南开远市）人，清朝将领、书法家。
马维骐自幼好武喜兵。咸丰八年（1858年），以武童入营，随岑毓英军镇压杜文秀回民之变，升任都司。光绪元年（1875年），参与征讨腾越反清军，补任游击加副将衔。光绪九年（1883年），被任命为管带绥远左营练军，中法战争，参加援越抗法之战，配合刘永福军，助其解围，后转战临洮。光绪十一年（1885年），因功升副将，赐“加博多欢巴图鲁”名号。光绪十三年（1887年）晋升为总兵，调任云南，镇压彝民反抗。光绪二十一年（1895年），任云南昭通镇总兵。光绪二十四年（1898年），调广东潮州镇总兵，光绪二十五年，委署广东陆路提督，光绪二十六年，参与镇压广东惠州兴中会起义。调补四川提督，参与镇压四川仁寿、彭县等县民众反洋教斗争。光绪三十一年（1905年），镇压川西打箭炉、巴塘等地藏民喇嘛之变。与川督锡因创办陆军官弁学堂。朝廷以功赏头品顶戴，穿黄马褂，宣统元年（1909年）加委马维骐巡防全军。宣统二年（1910年）三月十七日，马维骐病逝于任上，赐谥果肃。他书法学颜真卿。成都武侯祠之石刻《隆中对》是其遗墨。笔力雄厚，气势磅礴。